# Schreiseeadler
Der Schreiseeadler (Icthyophaga vocifer, Synonym: Haliaeetus vocifer) ist ein afrikanischer Greifvogel aus der Familie der Habichtartigen (Accipitridae).

## Merkmale
Mit 63 bis 75 cm Körperlänge und einer Spannweite von 175 bis 210 cm sind Schreiseeadler mittelgroße  Seeadler. Die Weibchen sind etwas größer als die Männchen. Männchen wiegen 2,0–2,5 kg, Weibchen 3,2–3,6 kg. Ihr Erscheinungsbild ist unverwechselbar, so sind Kopf, Hals, obere Teile von Brust und Rücken  und der Schwanz schneeweiß, der Rest des Körpers ist rotbraun über kastanienbraun bis grau. Die Schwingen sind schwarz. Der Schnabel ist gelb mit einer schwarzen Spitze. Wachshaut und Beine sind hellgelb.
Schreiseeadler haben zwei verschiedene, unverwechselbare Rufe. Nahe dem Nest kann man ein „Quock“ vernehmen. Ansonsten sind die Revierrufe in Afrika unverkennbar und werden auch „die Stimme Afrikas“ genannt. Meist ruft ein Paar im Duett, beim Weibchen klingen die Rufe etwas schriller. Typisch für Schreiseeadler ist, dass sie beim Rufen im Sitzen wie auch im Flug den Kopf nach hinten legen.

## Verhalten
Schreiseeadler sitzen meist in den Kronen hoher Bäume, von wo aus sie ihr Territorium, den Flusslauf, das Seeufer oder die Küstenlinie sehr gut beobachten können.

## Vorkommen
Schreiseeadler sind in Afrika südlich der Sahara bis in 1.000 m Meereshöhe verbreitet. Sie kommen an Flüssen, Seen und Küsten vor.

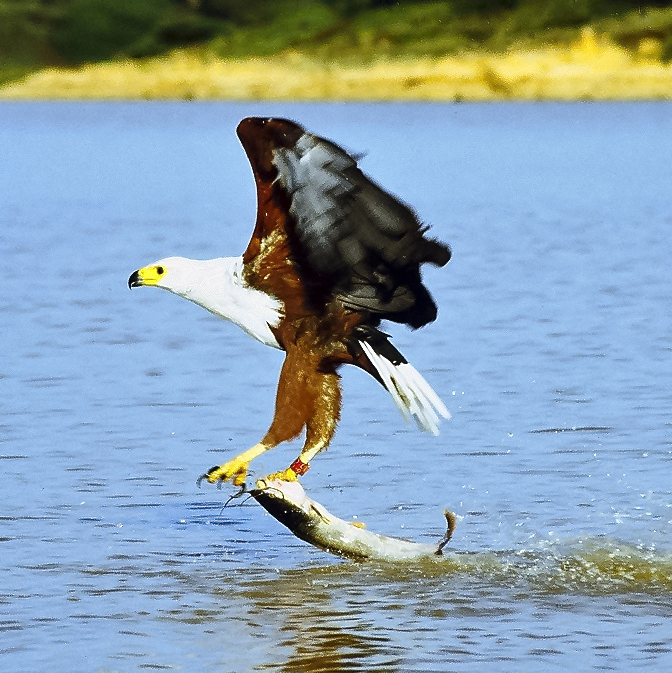
Schreiseeadler mit gefangenem Wels

## Ernährung
Schreiseeadler fressen überwiegend Fisch, seltener jagen sie auch Zwergflamingos, Ibisse, Störche und andere Wasservögel. Gelegentlich werden auch kleine Schildkröten, kleine Krokodile, Frösche, Seeschlangen und Aas genutzt. Schreiseeadler sind äußerst geschickte Flieger und stehlen häufig die Beute anderer Vögel.
Auf einer Warte in einem hohen Baum harren sie aus, bis sie einen Beutefisch an der Wasseroberfläche entdecken. Dann stürzen sie hinab, greifen die Beute und fliegen zurück zur Warte, um sie zu fressen. Ab einem Gewicht von ca. 1,5 kg können sie die Beute nicht mehr tragen, dann schwimmen sie ans Ufer und fressen den Beutefisch dort.

## Fortpflanzung

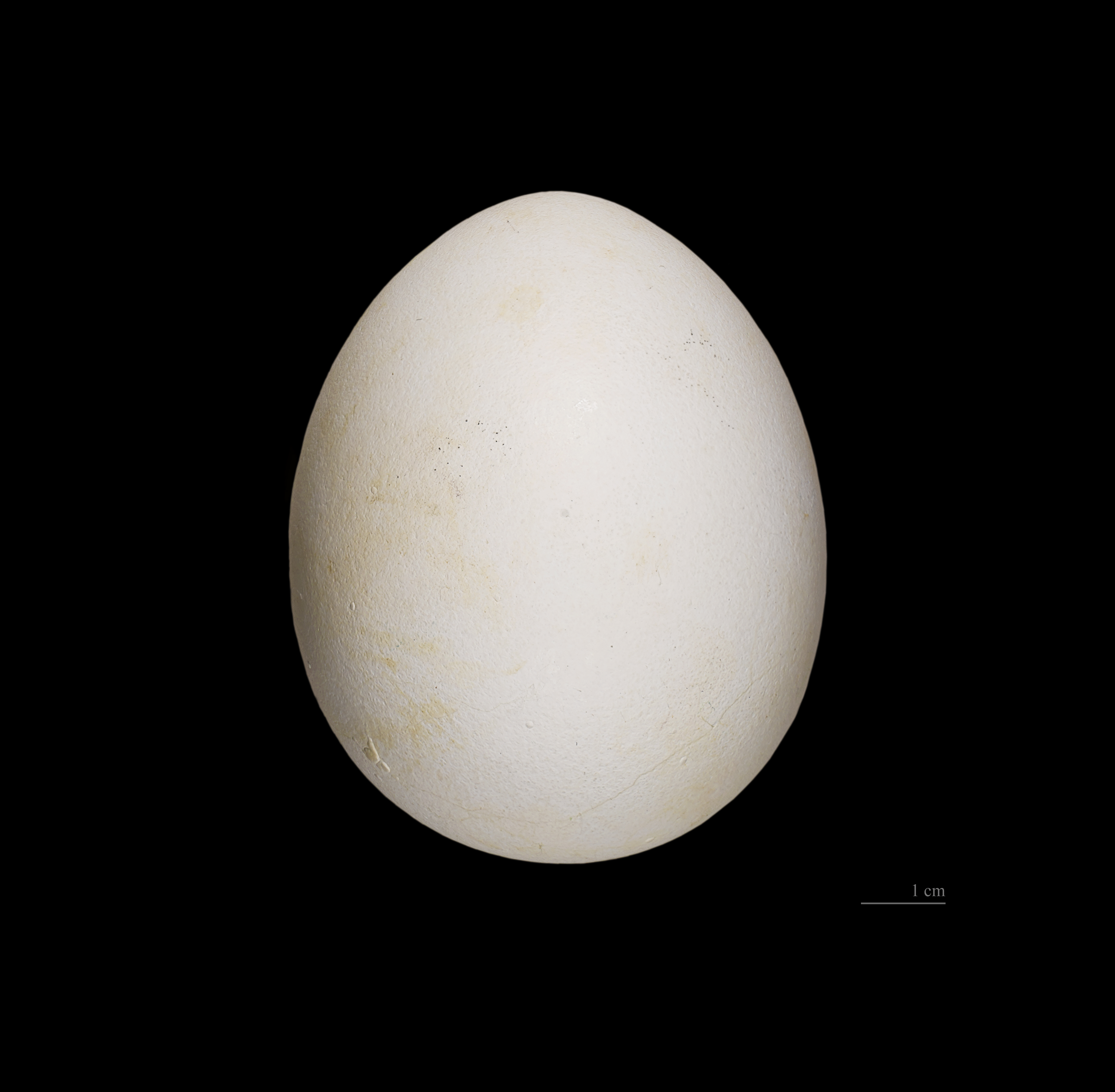
Haliaeetus vocifer

Ihr Nest legen sie auf hohen Bäumen, in Büschen oder auf Klippen in Wassernähe an. Das Weibchen legt im Abstand von zwei bis vier Tagen ein bis drei weiße Eier mit einigen rötlichen Flecken, die in etwa sechs Wochen zum größten Teil vom Weibchen ausgebrütet werden. Nach neun bis zehn Wochen sind die Küken flügge und nach weiteren acht Wochen sind sie in der Lage, ihre Nahrung selbst zu schlagen. Mit einem Alter von vier Jahren sind Schreiseeadler geschlechtsreif.

## Gefährdung und Schutz
Der Weltbestand wird auf 100.000 bis 200.000 Paare geschätzt, somit sind sie laut IUCN momentan nicht gefährdet.

## Sonstiges
Der Schreiseeadler ist eines der Wappentiere Namibias und das Wappentier des Südsudans sowie Sambias. Sowohl die Cricket-Nationalmannschaft als auch die Rugby-Union-Nationalmannschaft Namibias verwenden das Wappentier in ihren Logos und die Cricket-Nationalmannschaft leitet ihren Spitznamen Eagles vom Schreiseeadler ab.